# Scottish FA Cup 2008/09
Während der Saison 2008/2009 wurde der Scottish FA Cup zum 124. Mal ausgetragen. Die Glasgow Rangers konnten im Finale am 30. Mai 2009 gegen den FC Falkirk ihren Titel erfolgreich verteidigen. Insgesamt 82 Mannschaften nahmen teil, die zusammen 297 Tore schossen.

## 1. Runde
|                        | Ergebnis   |                            |
| ---------------------- | ---------- | -------------------------- |
| Banks O’Dee            | 10:0 (5:0) | Fort William               |
| FC Clachnacuddin       | 4:0 (2:0)  | Burntisland Shipyard       |
| Dalbeattie Star        | 5:1 (0:1)  | FC Lossiemouth             |
| Edinburgh City         | 2:0 (1:0)  | Nairn County               |
| Edinburgh University   | 1:2 (1:0)  | Civil Service Strollers FC |
| FC Fraserburgh         | 6:3 (4:1)  | Hawick Royal Albert        |
| Glasgow University     | 0:1 (0:0)  | Vale of Leithen            |
| FC Golspie Sutherland  | 0:3 (0:1)  | Threave Rovers FC          |
| FC Huntly              | 1:0 (1:0)  | FC Girvan                  |
| Inverurie Loco Works   | 5:2 (4:0)  | FC Deveronvale             |
| Lochee United          | 3:1 (0:1)  | Bathgate Thistle           |
| Newton Stewart         | 1:1 (0:1)  | Brora Rangers              |
| FC Pollok              | 0:1 (0:0)  | FC Spartans                |
| Preston Athletic       | 3:1 (2:1)  | Gala Fairydean             |
| Rothes                 | 1:4 (1:0)  | Buckie Thislte             |
| FC Selkirk             | 1:1 (0:0)  | FC Coldstream              |
| St. Cuthbert Wanderers | 0:3 (0:1)  | Wick Academy               |
| Wigtown & Bladnoch     | 2:2 (1:1)  | Forres Mechanics           |

### Wiederholungsspiele
|                  | Ergebnis              |                    |
| ---------------- | --------------------- | ------------------ |
| Brora Rangers    | 2:1 n. V. (1:1, 0:1)  | Newton Stewart     |
| FC Coldstream    | 2:2 n. V. (2:3 i. E.) | FC Selkirk         |
| Forres Mechanics | 2:0                   | Wigtown & Bladnoch |

## 2. Runde
|                            | Ergebnis  |                   |
| -------------------------- | --------- | ----------------- |
| Berwick Rangers            | 1:2 (1:1) | Albion Rovers     |
| Brora Rangers              | 1:3 (0:1) | Forfar Athletic   |
| Clachnacuddin              | 1:0 (1:0) | FC Crichton       |
| Cove Rangers               | 1:0 (0:0) | Whitehill Welfare |
| FC Cowdenbeath             | 1:2 (0:1) | Elgin City        |
| Dalbeattie Star            | 6:0 (2:0) | FC Selkirk        |
| Edinburgh City             | 0:0       | Wick Academy      |
| Forres Mechanics           | 1:1 (1:0) | FC Keith          |
| FC Fraserburgh             | 0:1 (0:0) | FC Dumbarton      |
| Inverurie Loco Works       | 5:1 (2:0) | Banks O’Dee       |
| Lochee United              | 3:0 (1:0) | Buckie Thislte    |
| FC Montrose                | 2:0 (1:0) | FC Huntly         |
| FC Stenhousemuir           | 5:0 (1:0) | Threave Rovers    |
| East Stirlingshire         | 4:2 (1:1) | Preston Athletic  |
| Annan Athletic             | 1:2 (1:0) | FC Spartans       |
| Civil Service Strollers FC | 0:1 (0:0) | Vale of Leithen   |

### Wiederholungsspiele
|              | Ergebnis              |                  |
| ------------ | --------------------- | ---------------- |
| Wick Academy | 1:4 (1:1)             | Edinburgh City   |
| FC Keith     | 1:1 n. V. (0:3 i. E.) | Forres Mechanics |

## 3. Runde
|                      | Ergebnis  |                  |
| -------------------- | --------- | ---------------- |
| Airdrie United       | 3:0 (3:0) | Cove Rangers     |
| Albion Rovers        | 1:2 (0:1) | FC Queen’s Park  |
| Clachnacuddin        | 0:5 (0:2) | FC Stenhousemuir |
| FC Clyde             | 2:0 (1:0) | FC Montrose      |
| East Fife            | 2:0 (0:0) | FC Arbroath      |
| East Stirlingshire   | 2:1 (1:1) | FC Livingston    |
| FC Peterhead         | 2:1 (0:0) | Greenock Morton  |
| Raith Rovers         | 0:0       | Alloa Athletic   |
| Ross County          | 2:2 (1:0) | FC Dumbarton     |
| Stirling Albion      | 2:3 (0:2) | Partick Thistle  |
| Forres Mechanics     | 2:2 (1:0) | Dalbeattie Star  |
| Edinburgh City       | 0:3 (0:3) | Brechin City     |
| Inverurie Loco Works | 4:0 (2:0) | Vale of Leithen  |
| Elgin City           | 1:2 (1:1) | FC Spartans      |
| Forfar Athletic      | 2:0 (0:0) | FC Stranraer     |
| Lochee United        | 1:1 (0:0) | Ayr United       |

### Wiederholungsspiele
|                 | Ergebnis             |                  |
| --------------- | -------------------- | ---------------- |
| Alloa Athletic  | 2:1 (0:0)            | Raith Rovers     |
| FC Dumbarton    | 1:2 (0:2)            | Ross County      |
| Dalbeattie Star | 2:4 n. V. (1:1, 1:0) | Forres Mechanics |
| Ayr United      | 3:1 (1:0)            | Lochee United    |

## 4. Runde
Ab der 4. Runde nahmen auch die Profi-Vereine der Premier League teil.
|                              | Ergebnis  |                     |
| ---------------------------- | --------- | ------------------- |
| Airdrie United               | 2:1 (2:0) | FC Spartans         |
| Alloa Athletic               | 1:2 (1:1) | FC Aberdeen         |
| Ayr United                   | 2:2 (1:1) | FC Kilmarnock       |
| Celtic Glasgow               | 2:1 (2:1) | FC Dundee           |
| Dunfermline Athletic         | 2:0 (1:0) | FC Clyde            |
| FC Falkirk                   | 4:2 (1:1) | Queen of the South  |
| Inverness Caledonian Thistle | 3:0 (1:0) | Patrick Thistle     |
| Peterhead                    | 0:1 (0:0) | FC Queen’s Park     |
| Ross County                  | 0:1 (0:1) | Hamilton Academical |
| FC Stenhousemuir             | 0:1 (0:0) | East Fife           |
| Hibernian Edinburgh          | 0:2 (0:1) | Heart of Midlothian |
| East Stirlingshire           | 0:4 (0:3) | Dundee United       |
| Brechin City                 | 1:3 (0:1) | FC St. Mirren       |
| Forfar Athletic              | 6:1 (5:1) | Forres Mechanics    |
| FC St. Johnstone             | 0:2 (0:1) | Glasgow Rangers     |
| Inverurie Loco Works         | 0:3 (0:1) | FC Motherwell       |

### Wiederholungsspiele
|                 | Ergebnis  |            |
| --------------- | --------- | ---------- |
| FC Kilmarnock   | 3:1 (1:0) | Ayr United |
| FC Queen’s Park | 1:0 (0:0) | Peterhead  |

## Achtelfinale
|                     | Ergebnis  |                      |
| ------------------- | --------- | -------------------- |
| Celtic Glasgow      | 2:1 (2:0) | FC Queen’s Park      |
| Hamilton Academical | 2:1 (0:1) | Dundee United        |
| Heart of Midlothian | 0:1 (0:0) | FC Falkirk           |
| Inverness CT        | 2:0 (1:0) | FC Kilmarnock        |
| FC Motherwell       | 1:1 (0:1) | FC St. Mirren        |
| FC Aberdeen         | 5:0 (3:0) | East Fife            |
| Airdrie United      | 1:2 (1:1) | Dunfermline Athletic |
| Forfar Athletic     | 0:4 (0:1) | Glasgow Rangers      |

### Wiederholungsspiel
|               | Ergebnis  |               |
| ------------- | --------- | ------------- |
| FC St. Mirren | 1:0 (0:0) | FC Motherwell |

## Viertelfinale
|                              | Ergebnis  |                     |
| ---------------------------- | --------- | ------------------- |
| FC St. Mirren                | 1:0 (0:0) | Celtic Glasgow      |
| Dunfermline Athletic         | 1:1 (0:0) | FC Aberdeen         |
| Inverness Caledonian Thistle | 0:1 (0:1) | FC Falkirk          |
| Glasgow Rangers              | 5:1 (3:1) | Hamilton Academical |

### Wiederholungsspiel
|             | Ergebnis              |                      |
| ----------- | --------------------- | -------------------- |
| FC Aberdeen | 0:0 n. V. (2:4 i. E.) | Dunfermline Athletic |

## Halbfinale
| Glasgow Rangers                          | Glasgow Rangers                                                          | FC St. Mirren                                                            | FC St. Mirren |
| ---------------------------------------- | ------------------------------------------------------------------------ | ------------------------------------------------------------------------ | ------------- |
| Glasgow Rangers                          | \| 25. April 2009 in Glasgow (Hampden Park) \| \| Ergebnis: 3:0 (1:0) \| | \| 25. April 2009 in Glasgow (Hampden Park) \| \| Ergebnis: 3:0 (1:0) \| | FC St. Mirren |
| Glasgow Rangers                          | 1:0 Andrius Velička (2.) 2:0 Kris Boyd (66.) 3:0 Kenny Miller (70.)      |                                                                          | FC St. Mirren |
| 25. April 2009 in Glasgow (Hampden Park) |                                                                          |                                                                          |               |
| Ergebnis: 3:0 (1:0)                      |                                                                          |                                                                          |               |

| FC Falkirk                               | FC Falkirk                                                               | Dunfermline Athletic                                                     | Dunfermline Athletic |
| ---------------------------------------- | ------------------------------------------------------------------------ | ------------------------------------------------------------------------ | -------------------- |
| FC Falkirk                               | \| 26. April 2009 in Glasgow (Hampden Park) \| \| Ergebnis: 2:0 (0:0) \| | \| 26. April 2009 in Glasgow (Hampden Park) \| \| Ergebnis: 2:0 (0:0) \| | Dunfermline Athletic |
| FC Falkirk                               | 1:0 Tam Scobbie (54.) 2:0 Scott Arfield (90., Elfmeter)                  |                                                                          | Dunfermline Athletic |
| 26. April 2009 in Glasgow (Hampden Park) |                                                                          |                                                                          |                      |
| Ergebnis: 2:0 (0:0)                      |                                                                          |                                                                          |                      |

## Finale
Am 30. Mai 2009 fand traditionell im Hampden Park in Glasgow das Finale zwischen den titelverteidigenden Rangers aus Glasgow und dem Football Club Falkirk statt. Der FC Falkirk hatte insgesamt einen Ballbesitz von 55 % und beging nur 10 Fouls (die Rangers begingen 16 Fouls). Beide erhielten jeweils 3 Gelbe Karten. Falkirk stand 7 Mal und die Rangers nur 1 Mal im Abseits. Das Eckenverhältnis gewann Glasgow mit 4:2.
Das entscheidende Tor schoss Nacho Novo in der 46. Minute. Somit konnten sich die Glasgow Rangers das schottische Double holen: Die Meisterschaft und den Pokal.
| Glasgow Rangers                        | Glasgow Rangers                                                                                            | FC Falkirk                                                                                                 | FC Falkirk |
| -------------------------------------- | --- | --- | ---------- |
| Glasgow Rangers                        | \| 30. Mai 2009 in Glasgow (Hampden Park) \| \| Ergebnis: 1:0 (0:0) \| \| Schiedsrichter: Craig Thomson \| | \| 30. Mai 2009 in Glasgow (Hampden Park) \| \| Ergebnis: 1:0 (0:0) \| \| Schiedsrichter: Craig Thomson \| | FC Falkirk |
| Glasgow Rangers                        | 1:0 Nacho Novo (46.)                                                                                       | | FC Falkirk |
| 30. Mai 2009 in Glasgow (Hampden Park) | | |            |
| Ergebnis: 1:0 (0:0)                    | | |            |
| Schiedsrichter: Craig Thomson          | | |            |

## Der Weg des Pokalsiegers
Die Glasgow Rangers konnten 2008/2009 zum 33. Mal den Scottish FA Cup gewinnen. Davor liegt nur der Stadtrivale Celtic Glasgow mit 34 Titeln.
Insgesamt zeigten die Rangers eines ihrer besten Turniere. Nur ein einziges Gegentor bekamen sie und schossen dagegen 14 Tore selbst.
Der Weg der Glasgow Rangers bis zum Titel 2008/09:
| Runde         | Heimmannschaft   | Gastmannschaft      | Ergebnis  | Tore |
| ------------- | ---------------- | ------------------- | --------- | --- |
| 4. Runde      | FC St. Johnstone | Glasgow Rangers     | 0:2 (0:1) | 0:1 Stuart McCaffrey (43., Eigentor), 0:2 Nacho Novo (78.)                                                                                        |
| Achtelfinale  | Forfar Athletic  | Glasgow Rangers     | 0:4 (0:1) | 0:1 Saša Papac (8.), 0:2 Kenny Miller (54.), 0:3 Aarón Ñíguez (84.), 0:4 Kenny Miller (90.)                                                       |
| Viertelfinale | Glasgow Rangers  | Hamilton Academical | 5:1 (3:1) | 1:0 Steven Whittaker, 1:1 Rocco Quinn, 2:1 Kyle Lafferty (35.), 3:1 Aarón Ñíguez (45., Elfmeter), 4:1 Steven Davis (53.), 5:1 Kyle Lafferty (81.) |
| Halbfinale    | Glasgow Rangers  | FC St. Mirren       | 3:0 (1:0) | 1:0 Andrius Velička (2.), 2:0 Kris Boyd (66.), 3:0 Kenny Miller (70.)                                                                             |
| Finale        | Glasgow Rangers  | FC Falkirk          | 1:0 (0:0) | 1:0 Nacho Novo (46.) |